# Päistäinen
Päistäinen är en ö i Finland. Den ligger i sjön Puula och i sjön Puula och i kommunen Hirvensalmi i den ekonomiska regionen  S:t Michel och landskapet Södra Savolax, i den södra delen av landet, 210 km norr om huvudstaden Helsingfors. Öns area är 7 hektar och dess största längd är 440 meter i sydöst-nordvästlig riktning.